# Liste de monuments détruits en France
La liste des monuments détruits en France répertorie l'ensemble des monuments détruits (totalement ou en majeure partie) et jamais reconstruits sur le territoire français. Ils sont classés dans l'ordre chronologique de date de destruction.

## Liste principale

### Disparus au Moyen Âge
- les arènes de Lutèce à Paris : démantelées (sauf la base) à partir du IIIe siècle.
- le forum de Lutèce.

### Disparus à la Renaissance
- le Louvre médiéval à Paris : donjon (démoli en 1527), partie sud-ouest (démolie en 1546-1549 et 1559-1574), partie nord-est (démolie en 1624-1654).
- l'hôtel Saint-Pol à Paris : détruit au XVIe siècle.
- l'enceinte de Philippe Auguste à Paris : abandonnée aux XVIe siècle et XVIIe siècle.
- Le château de Courtrai à Lille (1305-1577), démantelé de 1577 au début du XVIIe siècle[1],[2].
- le château de Lusignan : détruit en 1574 et démantelé en 1586.

### Disparus à l'époque classique (HenriIV, LouisXIII, LouisXIV, LouisXV, LouisXVI)
- le château de Beauté-sur-Marne, détruit en 1626.
- La chapelle Notre-Dame-des-Ardents de Lille (1651).
- la tour de Nesle à Paris, démolie en 1663.
- le château de Wasselonne, détruit en 1674.
- l'hôtel du Petit-Bourbon à Paris, démoli en 1660.
- Les remparts de Colmar, détruits à partir de 1675 sous l'ordre de Louis XIV.
- Les piliers de Tutelle de Bordeaux, sanctuaire romain détruit en 1677.
- le trophée des Alpes, abattu sur ordre de Louis XIV en 1705.
- la rotonde des Valois (à côté de la basilique Saint-Denis), démolie en 1719.
- l'hôtel de Soissons à Paris, démoli en 1748.
- La fontaine du Parvis Notre-Dame à Paris : détruite en 1748.
- le Petit Châtelet à Paris, démoli en 1782.
- le Grand réservoir à Paris destiné au nettoyage du grand égout construit en 1740, démoli en 1779.
- le château de Madrid à l'ouest de Paris : vente décidée en 1787, adjugé en mars 1792 puis démoli.
- l'église des saints-Innocents et son cimetière à Paris, démolis (sauf la Fontaine des Innocents) en 1786.
- l'abbaye de Saint-Maur, démolie vers 1750.
- le château d'Isenbourg à Rouffach : démoli en 1751.
- le cloître de Notre-Dame-en-Vaux à Châlons-en-Champagne, détruit à partir de 1759.
- la cathédrale Saint-Nazaire d'Autun, démolie en 1783.
- la cathédrale Saint-Étienne de Besançon, démolie entre 1668 et 1675.
- le château du Verger, démantelé de 1776 à 1783.
- Le palais comtal d’Aix-en-Provence, démoli entre 1778 et 1786 pour cause de vétusté.

### Disparus durant la Révolution française
- La Bastille à l'est de Paris : démolie en 1789-1790[3].
- La chartreuse de Champmol à Dijon : démolie progressivement à partir de 1791 par Emmanuel Crétet.
- L'église Saint-Jacques-la-Boucherie à Paris : détruite (sauf la tour Saint-Jacques) en 1793.
- La collégiale Saint-Sauveur de Blois : démolie en 1793.
- Le donjon du château de Caen : démoli à partir de 1793 en réaction à l'emprisonnement de Claude-Antoine Prieur-Duvernois et Charles-Gilbert Romme.
- Le château de Grenelle transformé en 1794 en poudrerie détruite par une explosion.
- La collégiale Saint-Pierre de Lille : détruite à partir de 1794.
- L'abbaye Saint-Victor de Marseille : cloître détruit en 1793 et le reste (sauf l'église pour avoir abrité des forçats) en 1794 pour avoir abrité des réunions des fédéralistes.
- Le couvent des Visitandines de Chaillot, bâtiments de l'ancien château de Chaillot à l'ouest de Paris : démoli en 1794, désaffecté depuis le début de la Révolution.
- Le château de Saint-Maur à Saint-Maur-des-Fossés, à l'est de Paris : saisi comme bien national et démoli en 1796.
- La cathédrale Notre-Dame de Cambrai : vendue en 1796 et démolie.
- L'église Notre-Dame-la-Grande de Valenciennes : vendue en 1798 et démolie[4].
- Le château d'Orsay : vendu comme bien national et démoli en 1798.
- La cathédrale de Boulogne-sur-Mer détruite en 1798.
- Le grand château des princes de Condé à Chantilly au nord de Paris, près de l'Oise : vendu en 1799 et démoli.

### Disparus durant le Consulat et le Premier Empire
- L'abbaye de Cluny : démolie de 1798 à 1813, à hauteur de 92%.
- La tour du Temple à Paris : démolie en 1808-1809.
- Le Grand Châtelet à Paris : démoli à partir de 1808.
- L'église Saint-André-des-Arts à Paris : église paroissiale, vendue en 1797 et détruite en 1807.
- L'abbaye Sainte-Geneviève à Paris : abbatiale détruite en 1807.
- L'abbaye Saint-Victor au sud-est de Paris : démolie en 1811.
- Le château Neuf de Saint-Germain-en-Laye : saisi comme bien national, vendu puis démoli.
- Le château de Colbert à Sceaux au sud de Paris : démoli vers 1803.
- Le château de Berny à Fresnes : démoli à partir de 1808.
- Le château d'Amboise : détruit aux deux tiers de 1806 à 1810.
- Le château de Richelieu en Touraine : démoli après 1805.
- Le château de Marly (Yvelines) : vendu en 1799 et démoli à partir de 1806.
- Le Château de Thorigny-sur-Oreuse démoli à partir de 1806.
- La Sainte-Chapelle de Dijon: démolie en 1802.
- La cathédrale Saint-André d'Avranches : en partie effondrée en 1794 puis démolie en 1802 et 1812.
- La cathédrale Notre-Dame-en-Cité d'Arras : rasée vers 1805[5].
- La cathédrale Saint-Étienne d'Agen : démantelée à la Révolution et ses ruines définitivement abattues en 1835[6].
- La basilique Saint-Martin de Tours : voûtes effondrées en 1797, le reste de l'édifice finalement détruit en 1802.
- La nef de la basilique Saint-Eutrope de Saintes : abattue en 1803.
- Le prieuré Saint-Valentin à Rouffach : démolit en 1805.

### Disparus sous la Restauration
- Les portes des villes médiévales de Colmar, Rouffach, Ribeauvillé, Eguisheim et Obernai, au début du XIXe siècle.
- le grand Château des princes de Saxe à Chaumot : entièrement démoli en 1818.
- le château de Jarnac, démoli à partir de 1816 jusqu’en 1819.
- la machine de Marly, remplacée par des pompes plus performantes en 1817.
- l'hôtel Thellusson à Paris : détruit en 1826.
- l'abbaye Saint-Corneille de Compiègne : détruite en 1822.
- le château de Chanteloup : démoli (sauf la pagode) dans les années 1820.
- le château de Boulainvilliers dans la commune de Passy (dans l'actuel 16e arrondissement de Paris), édifié en 1381 avant d’être démantelé en 1826 et découpé en parcelles[7].
- le château vieux de Saint-Ouen.

### Disparus sous la monarchie de Juillet
- La tour de Louis d'Outremer à Laon, détruite en 1831[8],[9]
- Le château de Saint-Leu, démoli en 1837 car l'entretien du château était trop coûteux.
- Le château Charolais dans le 9e arrondissement de Paris, détruit en 1842.

### Disparus sous la Deuxième République et le Second Empire
- le château de Neuilly, incendié lors de la Révolution de 1848.
- les grands travaux de transformations de Paris sous le Second Empire, pilotés par Georges Eugène Haussmann, entraînent la transformation de quartiers entiers de Paris et la destruction de monuments et d'hôtels particuliers.
- l'amphithéâtre romain de Poitiers : détruit en 1857 malgré son remarquable état de conservation.
- l'hôtel de Forbin à Marseille : détruit en 1862 pour le percement de la rue Impériale.
- le château d'Ecquevilly : pillé et ruiné peu à peu à la suite de la Révolution, les ruines du château de Fresne-Ecquevilly furent démolies en 1864.

### Disparus pendant la guerre franco-allemande de 1870
- L’ancienne église des dominicains de Strasbourg qui abritait la bibliothèque de la ville, détruite lors du siège de Strasbourg en 1870.
- Le palais royal de Saint-Cloud : incendié par les bombardements de l'Armée française durant le siège de Paris, puis démoli en 1892.

### Disparus sous la Troisième République

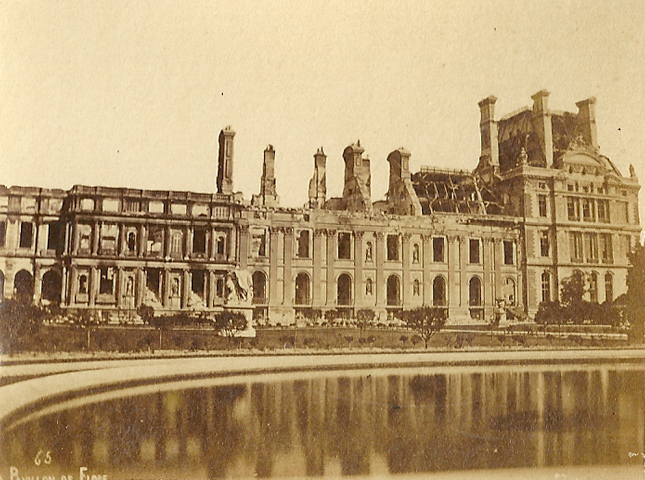
Le palais des Tuileries dévasté.

- le château neuf du Grand Dauphin à Meudon (au sud-ouest de Paris) : incendié en 1871, remplacé par un observatoire en 1877.
- le palais d'Orsay à Paris : incendié en 1871.
- le beffroi de Laon : seul vestige du quartier de Chevresson, détruit en 1596 sur ordre d'Henri IV, pour la construction de la citadelle de Laon[10], il fut démoli en 1878 et datait des XIe et XIIe siècles[11].
- le palais des Tuileries : siège officiel du pouvoir depuis 1789, incendié par des Communards en 1871 durant la Semaine sanglante, puis démoli en 1883.
- le château de Randan, propriété acquise par Louis-Philippe en 1821 qui fut détruite par un incendie dans la nuit du 25 au 26 juillet 1925.
- le château royal de Dijon, déclassé Monument Historique le 5 juillet 1887 et par la suite démoli par morceaux.
- Exposition universelle de 1855 : Palais de l'Industrie détruit à partir de 1896 (remplacé par le Grand Palais).
- Exposition universelle de 1878 : Palais du Trocadéro démoli en 1937 et remplacé par le Palais de Chaillot.
- l'église Saint-Martin de Marseille : détruite en 1887 pour le percement de la rue Colbert.
- Le château du Maine ou «château de Fantaisie» dans le 14e arrondissement de Paris détruit en 1898 pour la construction d'un dépôt de tramways.
- Exposition universelle de 1889 : galerie des Machines, démolie en 1909.
- La borne milliaire de Limoges est détruite avant le 29 août 1893 par le Service des travaux publics de la ville, mais elle est classée, trop tard, au titre des monuments historiques en 1900.
- Clocher en bois de l'église Saint-Jean de Troyes, qui s'est effondré en 1911.
- Ancienne église Saint-Martin de Cosne-d'Allier du XIIe siècle, démolie en 1903 pour en construire une nouvelle.
- Tour Pitrat à Lyon, détruite en 1875.
- Château d'Everly à Everly, détruit en 1896.

### Détruits durant la Première Guerre mondiale
- L'abbaye médiévale de Mont-Notre-Dame.
- L'abbaye de Vauclair.
- La ville de Reims, détruite à 60 %[12].
- La basilique Saint-Remi de Reims (restaurée).
- L'église gothique d'Ablain-Saint-Nazaire (Pas-de-Calais).
- La ville de Saint-Quentin (Aisne), dont la basilique gothique fortement endommagée.
- La ville de Noyon (Oise), dont la cathédrale fortement endommagée pendant l'opération Alberich (1917).
- La ville d'Arras (Pas-de-Calais) : à hauteur 80%, dont le beffroi gothique flamboyant, reconstruit à l'identique.
- La ville de Lens (Pas-de-Calais), à hauteur de 90%.
- La ville de Béthune (Pas-de-Calais), à hauteur de 60%.
- La ville d'Albert (Somme).
- La ville de Péronne (Somme).
- Le château fort de Coucy à Coucy-le-Château-Auffrique (Aisne).
- La forteresse de Ham (Somme).

### Détruits dans l'entre-deux-guerres
- Le château de la Muette dans le 16e arrondissement de Paris, édifié vers 1890 en remplacement d'un château de 1745. Détruit vers 1920 pour lotissement avec la plus grande partie de son parc. Le château actuel de la Muette est situé 20 mètres au nord.
- Le château de la Tuilerie dans le 16e arrondissement de Paris édifié en 1782, détruit en 1927 pour lotissement avec la plus grande partie de son parc : création d'un quartier résidentiel autour de la place Rodin.
- Le château de la Costardais de Médréac, édifié en 1564 et détruit en 1930.

### Détruits durant la Seconde Guerre mondiale
- Le centre de Valenciennes : ravagé par un incendie en mai 1940.
- Une partie du centre de Tours, ravagé par les incendies de Juin 1940.
- Le vieux pont de Limay, franchissant la Seine, de Limay à Mantes-la-Jolie, détruit par des bombardements en juin 1940.
- La ville d'Amiens (détruite à 60% par un incendie déclaré à la suite de raids aériens).
- La ville de Dunkerque (deuxième ville de l'Histoire après Guernica à être ravagée par des bombes incendiaires), en 1940.
- Entre le 5 et le 8 juin 1940, le centre de La ville de Beauvais (Oise) a été détruit à plus de 50% par les bombardements allemands. Le 5 juin, neuf bombes tombèrent sur le quartier de la préfecture, le centre-ville fut touché, un avion vola même au ras de l’hôtel de ville. Le 6 juin, six bombes tombèrent sans exploser sur la cathédrale ; 1 978 maisons sur 4 250 furent totalement détruites et 250 furent inhabitables, 60 monuments classés sur 82 avaient disparu.
- La synagogue consistoriale du quai Kléber (Strasbourg 1898-1941).
- La ville de Lorient est presque entièrement rasée en 1943-1944 par les bombardements alliés qui échoueront dans l'objectif de détruire la base sous-marine, malgré le déversement de 4 000 tonnes de bombes.
- Le bombardement du Havre détruit la ville à 82 %.
- La ville de Boulogne-sur-Mer (Pas-de-Calais) : à la fin de la guerre, Boulogne est déclarée détruite à 85 %, il s'agit de l'une des villes de France qui a connu le plus de bombardements aériens.
- La ville de Brest.
- La ville de Cherbourg.
- La ville de Saint-Nazaire (exception de la base sous-marine et de l'église).
- La ville de Saint-Malo.
- La ville de Royan.
- La ville de Calais (Pas-de-Calais) : en 1944, elle est détruite à 75% et des quartiers comme Calais-Nord sont totalement rasés.
- Le pont transbordeur de Marseille : détruit en 1944.
- Le château du roi René à Marseille : détruit en 1940 pour la construction de l'autoroute A7.
- Le premier plongeoir de la piscine marine du Touquet-Paris-Plage, détruit en 1943 pendant lors de bombardements alliés.
- Le château des Tourres à Marseille : détruit le 26 août 1944, pilonné pendant plusieurs jours par l'armée allemande car refuge des troupes françaises lors de la libération de la ville.
- La Jetée-Promenade de Trouville-sur-Mer et la Jetée-Promenade de Nice : détruites respectivement en 1943 et 1944 par l'armée allemande pour récupérer l'acier de sa structure.
- L'Atlantic Hôtel au Touquet-Paris-Plage, détruit en 1943, les pierres sont récupérées pour construire le mur de l'Atlantique.
- Les villes de Caen, Saint-Lô, Vire, Condé-sur-Noireau, Falaise, Aunay-sur-Odon, Évrecy, Lisieux, Villers-Bocage sont détruites lors des bombardements alliés visant à désorganiser la défense allemande en juin 1944. De nombreux édifices du Bocage normand sont détruits ou très endommagés lors des combats d'artillerie de la bataille de Normandie.
- Les villes de Saint-Dié-des-Vosges, Gérardmer, La Bresse, Xonrupt-Longemer et les villages de la vallée de la Meurthe et du Neuné sont détruits par l'armée allemande de septembre à novembre 1944 dans le cadre de l'Opération Waldfest.
- Le château de Radinghem (Pas-de-Calais), dynamité par les Allemands en 1944.
- L'Hôtel des Anglais, au Touquet-Paris-Plage, détruit le 2 juin 1944, il est détruit après avoir brûlé pendant 48 heures.
- Le Golf-Hôtel, du Touquet-Paris-Plage détruit le 4 juin 1944 par les bombardements alliés.
- Le château de Carheil est détruit par un incendie au début de janvier 1945.
- Le château d'Enjaux à Saint-Agnan est détruit par les Allemands qui l'ont incendié et dynamité les antennes en août 1944.

### Disparus sous la Quatrième République
- L'hôtel de Franchiscou à Marseille : rasé en 1950 pour la reconstruction du quartier de l'Hôtel-de-Ville.
- Le château de Montgrand à Marseille : détruit en 1950 pour la construction de la chocolaterie de Provence.
- Le château des Aygalades à Marseille : détruit dans les années 1950.
- Le château de Charentonneau à Maisons-Alfort : détruit dans les années 1950.

### Disparus sous la Cinquième République
- La gare Montparnasse, à Paris, détruite pour permettre la construction de la tour Montparnasse.
- Le château de Villers-Saint-Paul, monument historique inscrit, détruit en 1970.
- La gare de la Bastille à Paris, détruite en 1983 pour permettre la construction de l'opéra Bastille.
- La gare du Bourbonnais à Lyon, détruite à la fin des années 1950 pour permettre la construction du marché gare.
- Le château du Plessis-Chamant, monument historique, détruit en 1960.
- La caserne Charras à Courbevoie, monument historique inscrit, détruite en 1962 (la façade de l'avant-corps central a été préservée et remontée dans un parc).
- Le Royal Picardy, au Touquet-Paris-Plage, ouvert le 12 août 1929 et ferme en 1951 pour permettre la construction du Lycée Hôtelier.
- Le palais Rose de l'avenue Foch Paris, détruit en 1969.
- Les pavillons Baltard des Halles de Paris, détruits entre 1971 et 1973.
- Le château de Hautefeuille à Saint-Martin-sur-Ouanne, dans l'Yonne, détruit au milieu des années 1970.
- Le casino mauresque à Arcachon, détruit dans un incendie en 1977
- L'église Notre-Dame-de-Villeneuve à Montrevault-sur-Èvre (XIXe siècle), détruite par une tornade en 1978.
- La piscine marine du Touquet-Paris-Plage, détruit en 1985, il ne reste que le plongeoir avec le parc aquatique "Aqualud"
- Le Grand-Hôtel du Touquet-Paris-Plage, détruit en 1979 pour faire place, à la « résidence de la Mer » et ses 196 logements.
- L'église Saint-Gilles à Avrillé en Maine-et-Loire (XIXe siècle), démolie en 1983.
- L'Observatoire du parc Montsouris (ou Palais du Bardo, ex palais du Bey de Tunis de l'exposition universelle de 1867) : détruit en 1991 par un incendie[13].
- Le théâtre de l'Eldorado à Lyon, monument historique inscrit, démoli en 1993.
- Le viaduc de Souzain, monument historique inscrit, détruit en 1995.
- L'église Notre-Dame Le Fief-Sauvin en Maine-et-Loire (XIXe siècle), démolie en 1997.
- L'église du bourg de Belgeard en Mayenne (XIIe siècle), démolie en 2003.
- L'église Saint-Vaast de La Bassée dans le Nord (1920), démolie en 2003.
- L'église du bourg de Belgeard (Mayenne). Édifice du XIIe siècle, détruite en 2003 pour construire une porcherie, elle abritait une pierre tombale du XVe siècle[14].
- L'église Saint-Joseph de Saint-Georges-des-Gardes, détruite en 2006.
- L'église Sainte-Anne de Loos dans le Nord (début du XXe siècle), détruite par un incendie criminel en 2007.
- La maison d'arrêt Charles-III à Nancy en 2010.
- Le château de Bellevue à Yvrac en Gironde (XVIIIe siècle), détruit en 2012.
- La piscine Molitor, monument historique, détruite en 2012 (quelques éléments de façade sont préservés dans la nouvelle construction).
- La sacristie de la chapelle de l'hôpital Laennec de Paris, classée monument historique, rasée « par erreur » en 2012.
- L'église Saint-Pierre-aux-Liens de Gesté, partiellement détruite en 2013.
- L'église Saint-Jacques d'Abbeville, détruite en 2013.
- L'église Saint-Aubin-du-Pavoil à Segré en Maine-et-Loire (XIXe siècle), démolie en 2013.
- L'hôtel Colomb de Daunant à Nîmes, monument historique inscrit, détruit en 2013.
- La halle Esquillan à Fontainebleau, détruite en 2013.
- L'atelier Nadar, à Marseille, monument historique classé, détruit en 2014 lors d'un effondrement par négligence.
- L'hôtel Ferrier à Riez, monument historique classé depuis 1986, détruit en 2014 (il menaçait de s'écrouler par manque d'entretien).
- La villa Primerose à Fort-de-France, monument historique inscrit, détruite par un incendie en juillet 2014.
- Le presbytère de la cathédrale Saint-Jean-Baptiste de Perpignan, détruite en 2016.
- Le cinéma l'Éden à Saint-Jean-d'Angély, détruit par un incendie en mai 2014.
- Le château de Lézignac à Graulhet dans le Tarn, détruit par un incendie le 7 août 2017.
- La grange dîmière du XIIIe siècle à Oissery en Seine-et-Marne, démolie en 2014.
- L'église Saint-Martin de Sablé-sur-Sarthe dans la Sarthe (XIXe siècle), démolie en 2017.
- Le manoir de Cesson à Saint-Brieuc (Côtes-d'Armor), détruit par un incendie le 26 janvier 2017.
- Le château de Lagny-le-Sec dans l'Oise (XIXe siècle), démoli en juin 2017.
- L'église Notre-Dame à Asnan dans la Nièvre (XIXe siècle), démolie en 2018.
- Les bâtiments d'époque romane (meyerhof) à Rosheim dans le Bas-Rhin, détruits en 2018.
- La maison de 1755 à Sermersheim dans le Bas-Rhin, démolie en 2018.
- La maison éclusière dite « maison blanche » datant de 1732 à Briare dans le Loiret, démolie en septembre 2018.
- Le château de Carlevan (XIXe siècle) à Allauch dans les Bouches-du-Rhône, détruit en janvier 2019.
- Les flèche et charpente de la cathédrale Notre-Dame de Paris, détruites lors d'un incendie le 15 avril 2019.
- Le presbytère de Bussang dans les Vosges (XVIIIe siècle), détruit le 23 avril 2019.
- Le pavillon de Garde de la manufacture de Sèvres, monument historique inscrit, détruit le 30 novembre 2020.
- La chapelle Saint-Joseph du collège Saint-Paul de Lille, détruite en février 2021.
- L'église Saint-Nicolas (XIe siècle), à Puisenval (Seine Maritime), démolie en 2020[15].
- L'église immaculé-conception de Saint-Omer à Saint-Omer, détruite dans un incendie en 2024[16].
- Clos Lucé à Amboise (XVe siècle), tout l'intérieur du château qui était classé (cheminées, boiseries et salons du XVIIIe siècle) a été détruit en 2017 et transformé en un pastiche de décors faux, faisant perdre au monument son authenticité[17],[18],[19].
- Le château de la Pomponnette, à Pomponne (Seine-et-Marne), démoli en 2024[20].

## Liste complémentaire

### Disparus à l'époque contemporaine

#### Durant la Révolution et le Premier empire
- La pompe de la Samaritaine à Paris : détruite en 1813.
- L'église Saint-Jean-en-Grève à Paris : détruite entre 1797 et 1800.
- Le couvent des Grands-Augustins à Paris.
- Le collège de Navarre à Paris : démoli à partir de 1811.
- L'abbaye royale de Longchamp : détruite en 1795.
- La fontaine de la Régénération à Paris : détruite vers 1800.
- Le château d'Anet : démoli (sauf une aile) à partir de 1797.
- L'abbaye Saint-Mathieu de Fine-Terre à l'ouest de Brest : en partie démolie en 1796.
- L'abbaye de Villeneuve-lès-Nantes : détruite durant la Révolution.

#### Abbayes en ruines
- L'abbaye de Lure (entre Vesoul et Belfort) : vendue en 1797 et détruite.
- L'abbaye de Haute-Seille, est de la Lorraine.
- L'abbaye de Saint-Arnould, nord de la Lorraine.
- L'abbaye de Trois-Fontaines, est de la Champagne.
- L'abbaye de Morimond, est de la Champagne : vendue comme bien national en 1791, puis tomba graduellement en ruines au cours du XIXe siècle.
- L'abbaye de Vauclair, au sud de Laon.
- L'abbaye d'Orval (Lorraine belge, entre Sedan et Longwy) : incendiée en 1793.
- L'abbaye de Villers-la-Ville, nord de la Wallonie.
- L'abbaye d'Aulne, ouest de la Wallonie.
- L'abbaye de Cambron, ouest de la Wallonie.
- L'abbaye Saint-Winoc de Bergues.
- L'abbaye Saint-Bertin à Saint-Omer (Artois).
- L'abbaye du mont Saint-Éloi (Artois).
- L'abbaye de Watten.
- L'abbaye Saint-Josse de Dommartin.
- L'abbaye de Valsery, est de la Picardie.
- L'abbaye de Longpont, est de la Picardie.
- L'abbaye Saint-Lucien de Beauvais, ouest de la Picardie.
- L'abbaye de Moreaucourt, ouest de la Picardie.
- L'abbaye de la Victoire, sud de la Picardie.
- La collégiale Saint-Thomas de Crépy-en-Valois, sud de la Picardie.
- L'abbaye Saint-Arnoul de Crépy-en-Valois, sud de la Picardie.
- L'abbaye d'Hérivaux, nord de l'Île-de-France.
- L'abbaye de Preuilly, est de l'Île-de-France.
- L’abbaye des Vaux-de-Cernay, ouest de l'Île-de-France.
- L'abbaye Notre-Dame d'Abbecourt, ouest de l'Île-de-France.
- Le prieuré de Poissy, ouest de l'Île-de-France.
- L'abbaye de Bonneval (Orléanais).
- L'abbaye de la Cour-Dieu (Orléanais).
- L'abbaye de La Prée, centre du Berry.
- L'abbaye de Marmoutier (Touraine).
- L'abbaye de Mortemer, est de la Normandie.
- L'abbaye de Valmont, est de la Normandie.
- L'abbaye de Saint-Wandrille, est de la Normandie.
- L'abbaye Châtillon-lès-Conches, est de la Normandie.
- L'abbaye de Fontaine-Guérard, est de la Normandie.
- Le prieuré de Saulseuse, est de la Normandie.
- L'abbaye Notre-Dame du Bec, est de la Normandie.
- L'abbaye du Val-Richer, centre de la Normandie.
- L'abbaye de Saint-Évroult, sud de la Normandie.
- L'abbaye de Montebourg, ouest de la Normandie.
- L'abbaye de Hambye, ouest de la Normandie.
- L'abbaye de Savigny, ouest de la Normandie.
- L'abbaye de la Roë (Maine).
- L'abbaye Notre-Dame du Nid-au-Merle, est de la Bretagne.
- L'abbaye de Bon-Repos, ouest de la Bretagne.
- L'abbaye de Beauport, ouest de la Bretagne.
- L'abbaye de Carnoët, ouest de la Bretagne.
- L'abbaye de Landévennec, ouest de la Bretagne.
- L'abbaye des Fontenelles, ouest du Poitou.
- L'abbaye de Maillezais, ouest du Poitou.
- L'abbaye des Châteliers, île de Ré.
- L'abbaye de Cherlieu, nord de la Franche-Comté.
- L'abbaye de Flavigny, est de la Bourgogne.
- L'abbaye de La Couronne (Angoumois).
- L'abbaye de La Sauve-Majeure, ouest de l'Aquitaine.
- L'abbaye de Léobard, nord du Quercy.

#### Disparus après la Restauration
- l'éléphant de la Bastille à Paris : détruit en 1846.
- le château de la Rochefoucauld à Liancourt : presque entièrement détruit en 1830.
- le château de Montagu au sud de l'Île-de-France[21].